# Захарчишин Лев Леонідович
Лев Леоні́дович Захарчи́шин, більше відомий як Левко Захарчишин (* 22 квітня 1961) — український громадський і політичний діяч, підприємець, активіст пластового руху. З березня 2016 до червня 2021 — консул України у Гданську (Польща).

## Життєпис
Закінчив Національний лісотехнічний університет України, навчався в аспірантурі Львівського відділення Інституту ботаніки НАН України (нині — Інститут екології Карпат НАН України) за фахом «екологія».
З 1987 року був активним учасником, а у 1989–1990 роках головою «Товариства Лева» — першої в Україні незалежної громадсько-культурологічної організації, що стояла біля витоків національного відродження України,. Оцінюючи діяльність таких людей, як Левко Захарчишин, а також Ігор Коліушко, Валентин Стецюк, Орест Шейка та інших, американський дослідник Педрейк Кені каже, що Товариство Лева з його національною свідомістю, гаївками, зеленими толоками і експедиціями по Дністру стало на той час, подібно до польської «Солідарності», рушійною силою змін не лише в області, але й усьому краї
1990—1994 — депутат Львівської обласної ради першого демократичного скликання.
З 1989 року брав активну участь у відродженні і розбудові Національної скаутської організації України «Пласт». Належить до куреня «Вовкулаки».
1999–2003 — голова Крайової (Всеукраїнської) Ради «Пласту», згодом очолював контрольно-ревізійну комісію організації «Пласт».
Є співзасновником творчого центру «Галицькі фестини», який спеціалізується на організації концертів і масових видовищ. Зокрема, був одним із організаторів Днів міста Львова 2003—2005 років.
Займався підприємництвом — очолював спільне українсько-чеське підприємство «Євролекс».
2006 — вдруге обраний у Львівську обласну раду, працював на посаді заступника її голови.
Був членом Політради ЛОО ГП «Пора». Підтримував різноманітні ініціативи національного спрямування, намагався впливати на медіа.
Працював в. о. директора департаменту міжнародного співробітництва та туризму Львівської ОДА.
З березня 2016 року до липня 2021 — консул України у Гданську (Польща).